# Đường cao tốc Hà Nội – Bắc Giang
Đường cao tốc Hà Nội – Bắc Giang (ký hiệu toàn tuyến là CT.01) là một đoạn đường cao tốc thuộc hệ thống đường cao tốc Bắc – Nam phía Đông đi qua địa phận thành phố Hà Nội và tỉnh Bắc Ninh.

## Quy hoạch
Theo quy hoạch từ năm 2015 đến 2021, đường cao tốc này cùng tuyến Bắc Giang – Lạng Sơn từng là một phần của Đường cao tốc Hà Nội – Lạng Sơn với ký hiệu cũ là CT.03 trước khi cả tuyến cao tốc cũ này được sáp nhập thành một phần của hệ thống đường cao tốc Bắc – Nam phía Đông.

## Vị trí
Đường cao tốc Hà Nội – Bắc Giang được mệnh danh là đường cao tốc Thành phố Hồ Chí Minh – Trung Lương ở miền Bắc vì chiều dài gần bằng và số địa phận tương đương giống nhau. Tuyến đường cao tốc này cũng là một phần của Quốc lộ 1 đoạn Hà Nội – Bắc Giang, có chiều dài 45,8 km, trong đó đoạn qua Hà Nội dài 7 km và đoạn qua Bắc Ninh dài 38,8 km, điểm đầu tại lý trình Km 113 + 985, Quốc lộ 1 (nút giao Quốc lộ 31) thuộc địa phận phường Bắc Giang, tỉnh Bắc Ninh, kết nối với đường cao tốc Bắc Giang – Lạng Sơn và điểm cuối dự án tại lý trình Km 159 + 100, Quốc lộ 1 (vị trí trạm thu phí Phù Đổng cũ) thuộc địa phận xã Phù Đổng, thành phố Hà Nội, nối tiếp với đường vành đai 3 Hà Nội.

## Thiết kế và xây dựng
Đoạn đường Quốc lộ 1 này được khởi công xây dựng năm 1998 và hoàn thành sau 4 năm thi công, gồm 2 làn xe. Ngày 5 tháng 1 năm 2015, tuyến đường được mở rộng lên thành 4 làn xe, 2 làn dừng khẩn cấp theo tiêu chuẩn đường ô tô cao tốc, vận tốc thiết kế 100 km/h cho đoạn từ Thành phố Bắc Ninh đến Thành phố Bắc Giang; còn đoạn từ Hà Nội đến Thành phố Bắc Ninh có tốc độ cho phép là 70 – 90 km/h do có làn xe máy đi tạm ở 2 làn dừng khẩn cấp (vì đoạn này chưa có đường gom). Công trình có tổng mức đầu tư 4.213 tỷ đồng và được thông xe ngày 3 tháng 1 năm 2016 sau 1 năm thi công. Trong tương lai, tuyến đường sẽ mở rộng lên thành 12 làn xe và 2 làn dừng khẩn cấp, đoạn Hà Nội - Bắc Ninh sẽ mở rộng lên thành 10 làn xe và 2 làn dừng khẩn cấp (riêng cầu Xương Giang, cầu Như Nguyệt và cầu Phù Đổng sẽ giữ nguyên 4 làn xe và không có làn dừng khẩn cấp vì đây là các cây cầu lớn); đồng thời xây dựng đồng bộ đường gom 2 bên nhằm tách xe máy ra khỏi đường cao tốc, giúp cho việc lưu thông trở nên an toàn hơn.

## Chi tiết tuyến đường

Bảng thông tin tốc độ cao tốc (Đoạn Bắc Giang – Bắc Ninh, trên thực tế tuyến đường vẫn còn ký hiệu là CT.03 đến ngày 1/7/2025)

Bảng thông tin tốc độ (Đoạn Hà Nội – Bắc Ninh, tạm thời tuyến đường chưa khai thác theo tiêu chuẩn đường cao tốc đến 1/7/2025)

### Làn xe
- Bắc Giang – Cầu Như Nguyệt: 4 làn xe và 2 làn dừng khẩn cấp
- Cầu Xương Giang: 2 làn xe; 2 làn xe máy, xe thô sơ
- Cầu Như Nguyệt – Hà Nội: 4 làn xe; 2 làn xe máy, xe thô sơ

### Chiều dài
- Toàn tuyến: 48.6 km

### Tốc độ giới hạn
- Bắc Giang – Cầu Như Nguyệt: Tối đa: 100 km/h, Tối thiểu: 60 km/h
- Cầu Như Nguyệt – Hà Nội:
  - Làn xe ô tô: Tối đa: 90 km/h
  - Làn hỗn hợp: Tối đa: 70 km/h
  - Làn xe máy, xe thô sơ: Tối đa: 50 km/h

### Cầu
- Cầu Xương Giang
- Cầu Như Nguyệt
- Cầu Phù Đổng

## Lộ trình chi tiết
- IC - Nút giao, JCT - Điểm lên xuống, SA - Khu vực dịch vụ (Trạm dừng nghỉ), TN - Hầm đường bộ, TG - Trạm thu phí, BR - Cầu
- Đơn vị đo khoảng cách là km.

| Số | Tên                                                      | Khoảng cách từ đầu tuyến                                 | Kết nối                                                      | Ghi chú                                                                                           | Vị trí                                                   |                                                          |
| Kết nối trực tiếp với Đường cao tốc Bắc Giang – Lạng Sơn                                                                            | Kết nối trực tiếp với Đường cao tốc Bắc Giang – Lạng Sơn | Kết nối trực tiếp với Đường cao tốc Bắc Giang – Lạng Sơn | Kết nối trực tiếp với Đường cao tốc Bắc Giang – Lạng Sơn     | Kết nối trực tiếp với Đường cao tốc Bắc Giang – Lạng Sơn                                          | Kết nối trực tiếp với Đường cao tốc Bắc Giang – Lạng Sơn | Kết nối trực tiếp với Đường cao tốc Bắc Giang – Lạng Sơn |
| --- | -------------------------------------------------------- | -------------------------------------------------------- | ------------------------------------------------------------ | ------------------------------------------------------------------------------------------------- | -------------------------------------------------------- | -------------------------------------------------------- |
| 1 | IC Dĩnh Trì                                              | 113.9                                                    | Quốc lộ 31 Quốc lộ 1                                         | Đầu tuyến đường cao tốc                                                                           | Bắc Giang                                                |                                                          |
| 2 | IC Bắc Giang                                             | 117.1                                                    | Đường Hùng Vương                                             |                                                                                                   | Bắc Giang                                                |                                                          |
| BR | Cầu Xương Giang                                          | ↓                                                        |                                                              | Vượt sông Thương                                                                                  | Tân Tiến                                                 |                                                          |
| 3 | IC Quốc lộ 17                                            | 121.6                                                    | Quốc lộ 17                                                   |                                                                                                   | Tiền Phong                                               |                                                          |
| 4 | IC Đình Trám                                             | 126.0                                                    | Quốc lộ 37                                                   |                                                                                                   | Nếnh                                                     |                                                          |
| 5 | JCT Khu công nghiệp Quang Châu                           |                                                          |                                                              | Lối ra KCN Quang Châu                                                                             | Nếnh                                                     |                                                          |
| 6 | JCT Bắc Như Nguyệt                                       |                                                          |                                                              | Lối vào cầu Như Nguyệt Lối ra KCN Quang Châu                                                      | Nếnh                                                     |                                                          |
| BR | Cầu Như Nguyệt                                           | ↓                                                        |                                                              | Vượt sông Cầu                                                                                     | Vũ Ninh                                                  |                                                          |
| 7 | JCT Nam Như Nguyệt                                       |                                                          |                                                              | Lối vào cầu Như Nguyệt Lối ra đường gom cao tốc (Hết đoạn đường xe máy được phép đi trên cao tốc) | Vũ Ninh                                                  |                                                          |
| 7 | IC Đại Phúc                                              | 135.5                                                    | Quốc lộ 18                                                   |                                                                                                   | Võ Cường                                                 |                                                          |
| 8 | IC Bồ Sơn                                                | 138.2                                                    | Quốc lộ 38                                                   |                                                                                                   | Võ Cường                                                 |                                                          |
| SA | Cửa hàng xăng dầu số 18                                  | 138.7                                                    |                                                              | Hướng đi Hà Nội                                                                                   | Võ Cường                                                 |                                                          |
| 9 | IC Khả Lễ                                                | 139.5                                                    | Quốc lộ 18 Đường cao tốc Nội Bài – Bắc Ninh – Hạ Long        | Kết nối với Đường vành đai 4 (Hà Nội) Đang thi công                                               | Võ Cường                                                 |                                                          |
| SA | Trạm dừng nghỉ Tiên Du                                   | 143.1                                                    |                                                              | Hướng đi Hà Nội                                                                                   | Liên Bão                                                 |                                                          |
| 10 | IC Liên Bão                                              | 143.8                                                    | Đường tỉnh 270                                               |                                                                                                   | Liên Bão                                                 |                                                          |
| SA | Trạm dừng nghỉ Tiên Du                                   | 145.8                                                    |                                                              | Hướng đi Bắc Giang                                                                                | Liên Bão                                                 |                                                          |
| 11 | IC Tiên Sơn                                              | 147.4                                                    | Đường trục chính Khu công nghiệp Tiên Sơn                    |                                                                                                   | Liên Bão                                                 |                                                          |
| 12 | IC Phật Tích                                             | 149.0                                                    | Đường Lý Thánh Tông (Đường tỉnh 295)                         |                                                                                                   | Liên Bão                                                 |                                                          |
| 13 | JCT Đường gom                                            | 150.8                                                    | Đường gom cao tốc                                            | Hướng đi Bắc Giang                                                                                | Từ Sơn                                                   |                                                          |
| 14 | IC Từ Sơn                                                | 151.6                                                    | Đường Lý Thái Tổ (Đường tỉnh 179)                            |                                                                                                   | Từ Sơn                                                   |                                                          |
| 15 | JCT Khu công nghiệp VSIP                                 | 152.2                                                    | Khu công nghiệp VSIP Bắc Ninh Đường Hữu Nghị                 | Lối ra đường Hữu Nghị Lối vào hướng đi Bắc Giang                                                  | Từ Sơn                                                   |                                                          |
| SA | Trạm dừng nghỉ Từ Sơn                                    | 152.6                                                    |                                                              | Hướng đi Hà Nội                                                                                   | Từ Sơn                                                   |                                                          |
| TG | Trạm thu phí Hà Nội – Bắc Giang                          | 152.6                                                    |                                                              |                                                                                                   | Ranh giới Bắc Ninh – Hà Nội                              |                                                          |
| 16 | IC Ninh Hiệp                                             | 153.4                                                    | Đường cao tốc Hà Nội – Thái Nguyên Đường vành đai 3 (Hà Nội) |                                                                                                   | Phù Đổng                                                 |                                                          |
| 17 | JCT Khu công nghiệp Ninh Hiệp                            | 154.8                                                    | Khu công nghiệp Ninh Hiệp                                    |                                                                                                   | Phù Đổng                                                 |                                                          |
| 18 | JCT Phù Đổng                                             | 156.5                                                    | Đường tỉnh 270                                               |                                                                                                   | Phù Đổng                                                 |                                                          |
| BR | Cầu Phù Đổng                                             | ↓                                                        |                                                              | Vượt sông Đuống                                                                                   | Phù Đổng                                                 |                                                          |
| Kết nối trực tiếp với Đường vành đai 3 Hà Nội, Quốc lộ 1 qua Cầu Phù Đổng và kết nối với Đường cao tốc Pháp Vân – Cầu Giẽ thông qua |                                                          |                                                          |                                                              |                                                                                                   |                                                          |                                                          |
| 1.000 mi = 1.609 km; 1.000 km = 0.621 mi                                                                                            |                                                          |                                                          |                                                              |                                                                                                   |                                                          |                                                          |

Ghi chú
1. ↑  Lý trình của tuyến đường cao tốc dựa trên lý trình của Quốc lộ 1